# Sandro Medolago
Sandro Medolago (Bergamo, 4 luglio 1929 – Bergamo, 9 settembre 2020) è stato un calciatore italiano, di ruolo centrocampista.

## Carriera
Cresciuto nel vivaio dell'Atalanta, debuttò in Serie A il 6 maggio 1948, in Lucchese-Atalanta (1-1), a 18 anni. Dopo una stagione in prestito alla Gallaratese, tuttavia, venne posto in lista di trasferimento nell'estate 1951.
La prematura morte del padre lo obbligò a privilegiare l'attività imprenditoriale ereditata dal congiunto, trascurando quella di calciatore.
A causa del poco tempo a disposizione disputò poche partite in tutte le squadre in cui militò, dall'Inter al Fanfulla, concludendo la carriera al Ponte San Pietro.

## Palmarès
- Campionato italiano: 1

Inter: 1952-1953